# Sam Ramsamy
Sam Ramsamy (né le 27 janvier 1938 à Durban) est un éducateur et un dirigeant sportif sud-africain.
Il a été président du South Africa non-racial Olympic Committee (SAN-ROC) durant la période de l'apartheid. Il est membre du Comité international olympique.
Il est élu président de la Confédération africaine de natation amateur en septembre 2012.